# 内モンゴル大学

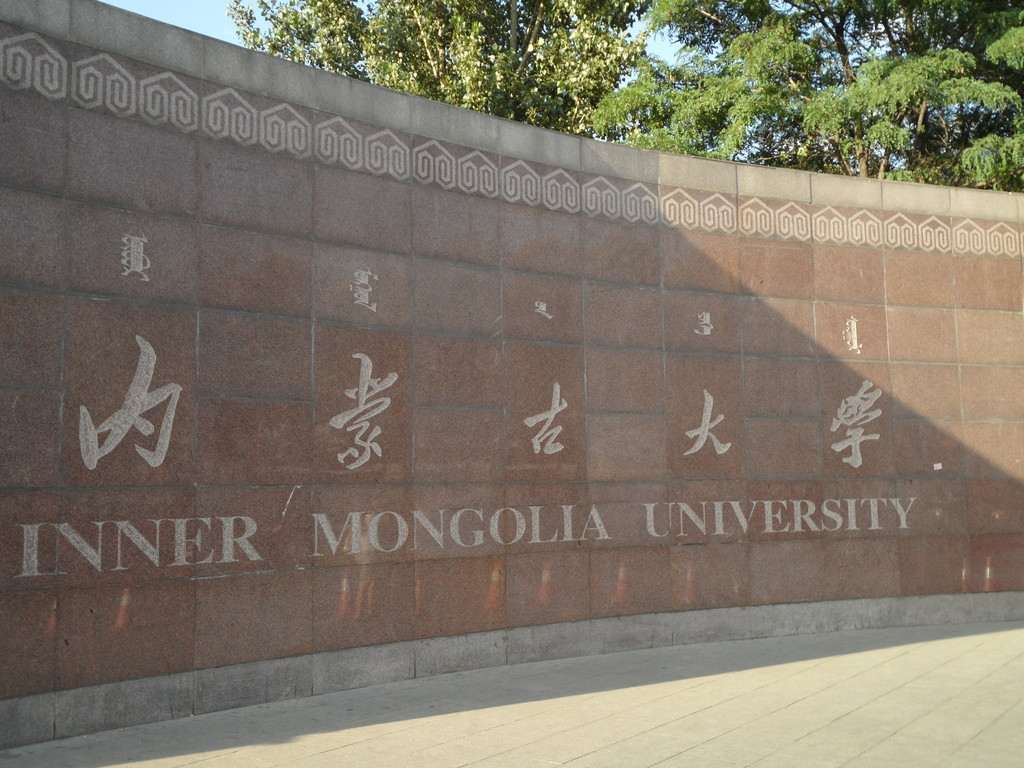

内モンゴル大学（うちモンゴルだいがく、中国語: 内蒙古大学、モンゴル語: Өвөр Монголын Их Сургууль, ᠥᠪᠥᠷ
ᠮᠣᠩᠭᠣᠯ
‍ᠤᠨ
ᠶᠡᠬᠡ
ᠰᠤᠷᠭᠠᠭᠤᠯᠢ、ラテン転写：Öbör Mongol-un yeke surɣaɣuli）は、中華人民共和国内モンゴル自治区唯一の国家重点大学。本校はフフホト市だが、オルドス市と満州里市に分校を持つ。1957年に創立。初代学長はウランフ。モンゴル語での名称は日本語に直訳すると「南モンゴル大学」となる。
哲学・歴史学・文学・法学・経済学・理学・工学・管理学及び芸術学などの学科を有する総合大学として、校内には15の学部、41の学科、10の国家自治区重点分野がある。また、3つのアフター・ドクター課程、17の博士学位授与課程、61の修士学位授与学科がある。
モンゴル研究において全国百か所の人文社会科学研究基地の一つであるモンゴル学研究センターがあり、モンゴル国研究センターも設置されている
。
在籍している学生2万人。教職員は計2269名おり、そのうち教授および助教授は503名、中国工程院院士が1名いる。

## 著名な卒業生
- 楊晶
- 李博
- トゴチョグ・エンフバト

## 日本における協定校
- 東京福祉大学